# Sângeri, Iași
Sângeri este un sat în comuna Gropnița din județul Iași, Moldova, România.